# Plagiochila fuegiensis
Plagiochila fuegiensis là một loài rêu trong họ Plagiochilaceae. Loài này được (C. Massal.) Besch. & C. Massal. mô tả khoa học đầu tiên năm 1889.